# 老城区 (萨那)
老城区是也门首都萨那下属的一个区，位于萨那中心。2003年老城区常住人口63,398。老城区的周围由新城（al-Jadid）包围。